# Seznam českých videoher
Toto je seznam videoher vytvořených v České republice.

## Seznam vydaných titulů

### 1985–1989
| Rok vydání | Název                         | Žánr              | Vývojář                             | Freeware | Platforma                 | Zdroje      |
| ---------- | ----------------------------- | ----------------- | ----------------------------------- | -------- | ------------------------- | ----------- |
| 1983       | Setonova hra                  | logická           | Jiří Pobříslo                       |          | ZX Spectrum               |             |
| 1983       | Velký NIM                     | logická           | Jiří Pobříslo                       |          | ZX Spectrum               |             |
| 1983       | Vrhcaby                       | logická           | P. Martínek                         |          | ZX Spectrum               |             |
| 1984       | Business – Obchod             | logická           | Mch84                               |          | ZX Spectrum               |             |
| 1984       | Hanojské věže                 | logická           | Jaroslav Řehůřek                    |          | ZX Spectrum               |             |
| 1984       | Helespont                     | logická           | Jiří Pobříslo                       |          | ZX Spectrum               |             |
| 1984       | Logik                         | logická           | Jiří Pobříslo                       |          | ZX Spectrum               |             |
| 1984       | Pexeso                        | logická           | Petr Kosař, Jiří Pobříslo           |          | ZX Spectrum               |             |
| 1984       | Poklad                        | logická           | František Fuka                      |          | ZX Spectrum               |             |
| 1985       | Bowling 2000                  | sportovní         | František Fuka                      |          | ZX Spectrum               |             |
| 1985       | Boxing                        | sportovní         | František Fuka                      |          | ZX Spectrum               |             |
| 1985       | Exotron                       | arkáda            | Patrik Zapletal                     |          | ZX Spectrum               |             |
| 1985       | Horace a pavouci              | arkáda            | Karej Šuhajda                       |          | PMD 85                    |             |
| 1985       | Indiana Jones a chrám zkázy   | textová           | František Fuka                      | Ne       | ZX Spectrum               | [ 1 ] [ 2 ] |
| 1985       | Itemiada                      | arkáda            | Miroslav Fídler                     |          | ZX Spectrum               |             |
| 1985       | Maglaxians                    | arkáda            | Miroslav Fídler                     |          | ZX Spectrum               |             |
| 1985       | Poklad 2                      | logická           | František Fuka                      |          | ZX Spectrum               |             |
| 1985       | Space Saving Mission          | textová adventura | Tomáš Rylek                         |          | ZX Spectrum               |             |
| 1985       | Willy Walker                  | arkáda            | Karel Šuhajda                       |          | PMD 85                    |             |
| 1986       | Bludiště                      | sportovní         | Jiří Ježek                          |          | IQ 151                    |             |
| 1986       | Dobývání hradu                | arkáda            | František Fuka                      |          | ZX Spectrum               |             |
| 1986       | Fastidious Spider             | arkáda            | Marek Fiala                         |          | Osmibitové počítače Atari |             |
| 1986       | Firewolf                      | střílečka         | Miroslav Fídler                     |          | ZX Spectrum               |             |
| 1986       | Jednadvacet                   | sportovní         | František Fuka                      |          | ZX Spectrum               |             |
| 1986       | Kaboom!                       | arkáda            | František Fuka                      |          | IQ 151                    |             |
| 1986       | Lupič                         | arkáda            | Jiří Ježek                          |          | ZX Spectrum               |             |
| 1986       | Piškvorky                     | logická           | I. Guderna                          |          | ZX Spectrum               |             |
| 1986       | Planet of Shades              | arkáda            | Miroslav Fídler                     |          | ZX Spectrum               |             |
| 1986       | Podraz 3                      | textová adventura | František Fuka                      |          | ZX Spectrum               |             |
| 1986       | Strip Oko                     | desková hra       | Vlama                               |          | ZX Spectrum               |             |
| 1986       | Šest ran do klobouku          | vzdělávací hra    | SPL                                 |          | ZX Spectrum               |             |
| 1986       | Šílený Zloděj                 | arkáda            | Double R Software                   |          | Osmibitové počítače Atari |             |
| 1986       | Zabarachuda                   | textová adventura | Daniel Thürner                      |          | ZX Spectrum               |             |
| 1987       | 3D Mikrotron                  | akční Adventura   | Karel Šuhajda, Michal Černý         |          | PMD 85                    |             |
| 1987       | Akcionář                      | textová strategie | Jiří Kadlec                         |          | ZX Spectrum               |             |
| 1987       | Bad Night                     | textovka          | PALAS                               |          | ZX Spectrum               |             |
| 1987       | B.L.O.U.D.                    | střílečka         | Ondřej Španěl                       |          | Osmibitové počítače Atari |             |
| 1987       | Boulder Dash                  | arkáda            | Romborsoft                          |          | ZX Spectrum               |             |
| 1987       | Casman                        | střílečka         | Michal Kudr, J. Strouhal            |          | IQ 151                    |             |
| 1987       | Cokey                         | střílečka         | Miroslav Fídler, Tomáš Rylek        |          | ZX Spectrum               |             |
| 1987       | Computer                      | textovka          | Dolphin                             |          | ZX Spectrum               |             |
| 1987       | Dobývání hradu                | textovka          | Antic Software                      |          | ZX Spectrum               |             |
| 1987       | Domino 87                     | hazardní          | Petr Kučera                         |          | Osmibitové počítače Atari |             |
| 1987       | Exoter                        | textovka          | Cybexlab                            |          | ZX Spectrum               |             |
| 1987       | Flappy                        | logická           | KVL                                 |          | ZX Spectrum               |             |
| 1987       | Galactic Gunners              | arkáda            | Cybexlab                            |          | ZX Spectrum               |             |
| 1987       | Glutton                       | arkáda            | Peter Gregorovič, Jaroslav Szczurek |          | PMD 85                    |             |
| 1987       | Hledač – Cesta za zlatem Mayů | textová adventura | Vladimír Ženatík                    |          | ZX Spectrum               |             |
| 1987       | Hudební Maraton               | logická           | nPI Software                        |          | Osmibitové počítače Atari |             |
| 1987       | Indiana Jones II              | textová           | František Fuka                      | Ne       | ZX Spectrum               | [ 1 ] [ 2 ] |
| 1987       | Loydova cesta                 | střílečka         | L. P.                               |          | Osmibitové počítače Atari |             |
| 1987       | Luxík na Bíbrštejně           | textová adventura | A. K-Soft                           |          | ZX Spectrum               |             |
| 1987       | Manic Miner                   | plošinovka        | VBG Software                        | Ano      | ZX Spectrum               |             |
| 1987       | Starfox                       | střílečka         | Miroslav Fídler, Tomáš Rylek        |          | ZX Spectrum               |             |
| 1988       | F.I.R.E.                      | střílečka         | František Fuka                      |          | ZX Spectrum               |             |
| 1988       | Jet-Story                     | akční             | Ultrasoft                           |          | ZX Spectrum               |             |
| 1989       | Belegost                      | adventura         | Golden Triangle                     | Ano      | ZX Spectrum               |             |
| 1989       | Hlípa                         | akční adventura   | 4004/482 ZO Svazarmu                | Ano      | PMD 85                    |             |

### 1990–1999
| Rok vydání | Název                               | Žánr                   | Vývojář                         | Freeware | Poznámky                                           | Zdroje               |
| ---------- | ----------------------------------- | ---------------------- | ------------------------------- | -------- | -------------------------------------------------- | -------------------- |
| 1990       | Člověče nezlob se!                  | logická                | Ariel Software                  |          | DOS                                                |                      |
| 1990       | Double Dash                         | akční                  | Tomáš Pártl                     |          | ZX Spectrum                                        |                      |
| 1990       | Indiana Jones III                   | textová                | Fuxoft                          | Ne       | ZX Spectrum                                        | [ 1 ] [ 2 ]          |
| 1990       | Krtek a autíčko                     | logická                | Kybersoft                       |          | ZX Spectrum                                        |                      |
| 1990       | Nuclear Adventure or the North Base | akční adventura        | Ropasoft                        | Ne       | Osmibitové počítače Atari                          |                      |
| 1990       | Tom Jones                           | textová                | Jiří Fencl                      | Ne       | ZX Spectrum                                        |                      |
| 1990       | Star Dragon                         | akční arkáda           | Patrik Rak                      |          | ZX Spectrum                                        | [ 3 ]                |
| 1991       | Adventurer                          | hra na hrdiny          |                                 |          |                                                    |                      |
| 1991       | Aknadach                            | logická                | Ondřej Mihula                   |          |                                                    |                      |
| 1991       | Android                             | plošinovka             | Funny Computer                  | Ne       |                                                    |                      |
| 1991       | ATP Tour Simulator                  | sportovní manažer      | Jiří Fencl alias Madmax         |          | vydala Proxima - Software v. o. s.                 |                      |
| 1991       | Bad Dream                           | logická                | Tomáš Vilím                     |          |                                                    |                      |
| 1991       | Beerland                            | textová                | Jiří Koudelka a Petr Filip      | Ne       | Má pokračování Beerland II.                        |                      |
| 1991       | Expedice na divnou planetu          | logická                | Tomáš Vilím                     |          |                                                    |                      |
| 1991       | Hexagonia                           | logická                | Patrik Rak                      |          |                                                    |                      |
| 1991       | Jméno růže                          | textová                | Jiří Koudelka                   | Ne       |                                                    |                      |
| 1991       | Letris                              | logická                |                                 |          |                                                    |                      |
| 1991       | Music Logic                         | logická                | Tomáš Vilím                     |          |                                                    |                      |
| 1992       | Akcionář II                         | logická                | Jakub Hynek a Jiří Kadlec       |          |                                                    |                      |
| 1992       | Exploding Atoms                     | logická                | Pavel Tichý                     |          |                                                    |                      |
| 1992       | Flek!                               | logické                | Jaroslav Pivoňka                |          |                                                    |                      |
| 1992       | Heroes '92                          | textová                | Jiří Koudelka                   | Ne       |                                                    |                      |
| 1992       | Imagine                             | akční adventura        | Funny Computer                  | Ne       |                                                    |                      |
| 1992       | Indiana Jones a zlatá soška Keltů   | textová                | Jiří Fencl                      | Ne       | Pokračování série Indiana Jones od Františka Fuky. | [ 4 ]                |
| 1992       | Koky                                | logická                | Michal Janáček                  |          |                                                    |                      |
| 1992       | Mluvící balík                       | textová                | GCC                             | Ne       |                                                    |                      |
| 1992       | Podraz 3                            | textová                | Fuxoft                          | Ne       |                                                    |                      |
| 1992       | Poklad 2                            | textová                | Fuxoft                          | Ne       |                                                    |                      |
| 1992       | Prší                                | logické                | Martin Filip                    |          |                                                    |                      |
| 1992       | Telefony I                          | plošinovka             | Jiří Koudelka                   |          |                                                    |                      |
| 1992       | Tinny                               | plošinovka             | Pavel Pospíšil a David Koblížek |          |                                                    |                      |
| 1993       | Achtung, die Kurve!                 | had                    | Kamil Doležal a Filip Oščádal   |          |                                                    |                      |
| 1993       | Archeo                              | textová                | Pavel Macek a Ladislav Schön    | Ne       |                                                    |                      |
| 1993       | Honba za pokladem                   | akční                  | Jiří Brabec                     |          |                                                    |                      |
| 1993       | Inferno                             | textová                | Tomáš Vilím a Jiří Koudelka     | Ne       |                                                    |                      |
| 1993       | Jet Man Silly                       | akční                  | Jiří Brabec                     |          |                                                    |                      |
| 1993       | Orion                               | akční                  | Karel Vlček a Lukáš Vlček       |          |                                                    |                      |
| 1993       | Prší                                | logické                | Pavel Káš                       |          |                                                    |                      |
| 1993       | Re!                                 | logické                | Jaroslav Pivoňka                |          |                                                    |                      |
| 1993       | Silvestrovská pecka                 | textová                | Michal Wolf                     | Ne       |                                                    |                      |
| 1993       | Světák Bob                          | adventura              | Vochozka Trading                | Ne       |                                                    |                      |
| 1993       | Tango                               | akční                  | Ladislav Schön a Pavel Macek    |          |                                                    |                      |
| 1993       | Útok bílé myšky I                   | adventura              | Proxima – Software              |          |                                                    |                      |
| 1993       | Veselé velikonoce                   | textová                | Michal Wolf                     | Ne       |                                                    |                      |
| 1993       | Vlak                                | akční                  | Miroslav Němeček                |          |                                                    |                      |
| 1994       | Aven                                | akční logická hra      | Michal Janáček a Ladislav Schön | Ne       |                                                    |                      |
| 1994       | Boovie                              | logická                | Studio KVL                      |          |                                                    |                      |
| 1994       | Naturix                             | dobrodružná plošinovka | Raster Software                 |          |                                                    |                      |
| 1994       | Pampuch                             | akční                  |                                 |          |                                                    |                      |
| 1994       | Peloponéská válka                   | realtimová strategie   | Michal Janáček, Ladislav Schön  |          |                                                    |                      |
| 1994       | Sedm dní a sedm nocí                | adventura              | Pterodon                        | Ano      |                                                    |                      |
| 1994       | Tajemství Oslího ostrova            | adventura              | Pterodon                        | Ano      |                                                    |                      |
| 1995       | Mise Quadam                         | adventura              | Agawa                           | Ano      |                                                    |                      |
| 1995       | Dračí historie                      | adventura              | NoSense                         | Ano      |                                                    |                      |
| 1995       | Paranoia!                           | realtimová strategie   | Phoenix Arts                    | Ano      |                                                    |                      |
| 1996       | Alchemix                            | logická                | BBS Interactive Multimedia      |          |                                                    | [ 6 ]                |
| 1996       | Colony 28                           | akční adventura        |                                 |          |                                                    |                      |
| 1996       | Oil Empire                          | budovatelská strategie | 88th Panzer Division            |          |                                                    | [ 7 ] [ 8 ]          |
| 1996       | Paranoia II                         | realtimová strategie   | Phoenix Arts                    | Ne       |                                                    | [ 9 ] [ 10 ]         |
| 1996       | Rytíři Grálu                        | hra na hrdiny          | Centauri Production             |          |                                                    | [ 11 ] [ 12 ]        |
| 1996       | Swigridova kletba                   | adventura              | Agawa                           | Ne       |                                                    | [ 13 ]               |
| 1996       | Turbo Speedway                      | závodní                | World Spy Software              |          |                                                    | [ 14 ] [ 15 ]        |
| 1996       | Unlimited Warriors                  | bojová                 |                                 |          |                                                    |                      |
| 1997       | Asmodeus: Tajemný kraj Ruthaniolu   | akční adventura        | NoSense                         | Ne       |                                                    |                      |
| 1997       | Edna                                | adventura              | Black Raven                     |          |                                                    | [ 16 ] [ 17 ]        |
| 1997       | Fish Fillets                        | logická                | Altar Games                     |          |                                                    |                      |
| 1997       | Gooka                               | adventura              | JRC Interactive, Cinemax        |          |                                                    |                      |
| 1997       | Lurid Land                          | logická                | Illusion Softworks              |          |                                                    | [ 18 ]               |
| 1997       | Mutarium                            | realtimová strategie   | Zima Software                   |          |                                                    | [ 19 ] [ 20 ]        |
| 1997       | Prokletí Eridenu                    | dungeon                | Napalm Soft                     |          |                                                    | [ 21 ] [ 22 ]        |
| 1997       | Testament                           | akční                  | Insanity                        |          | Má pokračování Testament 2.                        | [ 23 ] [ 24 ] [ 25 ] |
| 1998       | Argo Adventure                      | adventura              | BBS Interactive Multimedia      | Ne       |                                                    |                      |
| 1998       | Brány Skeldalu                      | hra na hrdiny          | Napoleon Games                  | Ano      |                                                    | [ 26 ] [ 27 ]        |
| 1998       | Czech Soccer Manager                | sportovní              | Petr Vašíček                    |          |                                                    |                      |
| 1998       | Hesperian Wars                      | realtimová strategie   | Pterodon                        |          |                                                    | [ 28 ] [ 29 ]        |
| 1998       | Horké léto                          | adventura              | Maxon                           | Ne       |                                                    |                      |
| 1998       | Hovniválové aneb Záhada komixu      | adventura              | Centauri Production             | Ne       |                                                    | [ 30 ]               |
| 1998       | Husita                              | realtimová strategie   | Phoenix Arts                    | Ne       |                                                    | [ 31 ]               |
| 1998       | Léto s Oskarem                      | adventura              | Vochozka Trading                | Ne       |                                                    | [ 32 ] [ 33 ]        |
| 1998       | Polda 1                             | adventura              | SleepTeam                       | Ano      |                                                    |                      |
| 1998       | Red Dragon                          | strategie              |                                 |          |                                                    |                      |
| 1998       | Signus: The Artefact Wars           | tahová strategie       | Valacirca                       |          |                                                    |                      |
| 1999       | Berušky                             | logická                | Anakreon                        |          |                                                    |                      |
| 1999       | Dreamland                           | adventura              | Top Galaxy                      | Ne       |                                                    |                      |
| 1999       | Hidden & Dangerous                  | taktická střílečka     | Illusion Softworks              |          |                                                    |                      |
| 1999       | Horké léto 2                        | adventura              | Centauri Production             | Ne       |                                                    | [ 34 ]               |
| 1999       | Jakub a Terezka                     | adventura              | Centauri Production             | Ano      |                                                    | [ 35 ]               |
| 1999       | Přítmí                              |                        | Numedia a Napoleon Games        | Ano      |                                                    | [ 36 ] [ 37 ]        |
| 1999       | Polda 2                             | adventura              | Zima Software                   | Ne       | Roku 2023 vyšel remaster.                          |                      |

### 2000–2009
| Rok vydání | Název                                   | Žánr                            | Vývojář                                | Freeware | Poznámky                                                             | Zdroje                  |
| ---------- | --------------------------------------- | ------------------------------- | -------------------------------------- | -------- | -------------------------------------------------------------------- | ----------------------- |
| 2000       | 7th Heaven                              | plošinovka                      | ALBIsoft                               | Ano      |                                                                      | [ 38 ] [ 39 ]           |
| 2000       | Bubliny                                 | plošinovka                      | Eriador Games                          |          |                                                                      | [ 40 ] [ 41 ]           |
| 2000       | Dinky Island                            | adventura                       | Marion Software                        | Ano      |                                                                      | [ 42 ]                  |
| 2000       | Flying Heroes                           | střílečka                       | Pterodon, Illusion Softworks           |          |                                                                      | [ 43 ] [ 44 ]           |
| 2000       | Pohádka o Mrazíkovi, Ivanovi a Nastěnce | adventura                       | Centauri Production                    | Ne       |                                                                      | [ 45 ]                  |
| 2000       | Polda 3                                 | adventura                       | Zima Software                          | Ne       |                                                                      |                         |
| 2000       | Quadrax III                             | logická                         | Alfaline                               |          | Vyšlo dalších sedm dílů.                                             | [ 46 ] [ 47 ]           |
| 2000       | Zázračný lék                            | adventura                       | Enteron                                | Ano      |                                                                      |                         |
| 2000       | Ztracený ostrov                         | adventura                       | Mayhem Studios                         |          |                                                                      | [ 48 ] [ 49 ]           |
| 2001       | Bulánci                                 | akční                           | SleepTeam                              |          |                                                                      |                         |
| 2001       | Čtyřlístek – CD-Romek                   | adventura                       | Centauri Production                    | Ne       | Společně s komiksem vyšlo několik dílů, poslední z nich v roce 2005. | [ 50 ]                  |
| 2001       | Dark Elf                                | tahová strategie                |                                        |          |                                                                      |                         |
| 2001       | Fuckstory: Pátek                        | textová hra                     | David Havlíček                         | Ano      |                                                                      | [ 51 ] [ 52 ]           |
| 2001       | Hunting Unlimited                       | simulátor                       | SCS Software a SunStorm Interactive    |          |                                                                      | [ 53 ] [ 54 ]           |
| 2001       | Kóta 236                                | střílečka                       | Miroslav Němeček                       |          |                                                                      | [ 55 ] [ 56 ]           |
| 2001       | Kulič                                   | akční                           | Hippo Games                            |          |                                                                      | [ 57 ] [ 58 ]           |
| 2001       | Loco Commotion                          | logická                         | Plastic Reality Technologies           |          |                                                                      | [ 59 ] [ 60 ]           |
| 2001       | Nukleární Karel                         | adventura                       | Albisoft                               | Ano      |                                                                      | [ 61 ]                  |
| 2001       | Operace Flashpoint                      | taktická střílečka              | Bohemia Interactive Studio             |          |                                                                      |                         |
| 2001       | Original War                            | realtimová strategie            | ALTAR Interactive                      |          |                                                                      |                         |
| 2001       | Samorost                                | adventura                       | Amanita Design                         | Ano      |                                                                      |                         |
| 2001       | Shark! Hunting the Great White          | simulátor                       | SCS Software                           |          |                                                                      | [ 62 ] [ 63 ]           |
| 2001       | State of War                            | realtimová strategie            | Cypron Studios, Cinemax                |          |                                                                      | [ 64 ]                  |
| 2001       | WebGame                                 | strategie                       |                                        |          |                                                                      |                         |
| 2001       | Zlatý kalich                            | adventura                       | Enteron                                | Ano      |                                                                      | [ 65 ]                  |
| 2002       | Becherův sen                            | adventura                       | Enteron                                | Ano      |                                                                      | [ 66 ] [ 67 ]           |
| 2002       | Brány Skeldalu 2: Pátý učedník          | hra na hrdiny                   | Napoleon Games                         | Ne       |                                                                      | [ 68 ]                  |
| 2002       | Fuckstory 2: Škola je kráva             | textová hra                     | David Havlíček                         | Ano      |                                                                      | [ 69 ] [ 70 ]           |
| 2002       | Mafia: The City of Lost Heaven          | akční                           | Illusion Softworks                     | Ne       |                                                                      |                         |
| 2002       | Mravenci                                | tahová strategie                | Gemtree Software                       | Ano      |                                                                      | [ 71 ] [ 72 ]           |
| 2002       | Playboy 2002                            | textová                         | Nitromsoft                             | Ano      |                                                                      | [ 73 ]                  |
| 2002       | Polda 4                                 | adventura                       | Zima Software                          | Ne       |                                                                      |                         |
| 2002       | Poselství trůnu                         | tahová strategie                | Fenix Team                             | Ano      |                                                                      | [ 74 ]                  |
| 2002       | Team Factor                             | střílečka z pohledu první osoby | 7FX                                    |          |                                                                      |                         |
| 2002       | Život není krásný                       | adventura                       | Martin „Marty“ Pohl                    | Ano      | Vyšlo dalších šest dílů.                                             | [ 75 ] [ 76 ]           |
| 2003       | 6 ženichů a 1 navíc                     | aventura                        | Enteron                                | Ano      |                                                                      | [ 77 ] [ 78 ]           |
| 2003       | Bill De Bill: Ďábel na špínu            | adventura                       | Marion Software                        | Ano      |                                                                      | [ 79 ]                  |
| 2003       | Blue Top                                | adventura                       | Mystery Studio                         | Ano      |                                                                      | [ 80 ]                  |
| 2003       | Domácí násilí: Game Over                | simulátor                       | Centauri Production                    |          |                                                                      | [ 81 ] [ 82 ]           |
| 2003       | Hidden & Dangerous 2                    | taktická střílečka              | 2K Czech                               |          |                                                                      |                         |
| 2003       | Hunting Unlimited 2]                    | simulátor                       | SCS Software                           |          |                                                                      | [ 83 ] [ 84 ]           |
| 2003       | Jízda smrti                             | adventura                       | ADMASoft                               | Ano      |                                                                      | [ 85 ]                  |
| 2003       | Korea: Forgotten Conflict               | realtimová strategie            | Plastic Reality Technologies           |          |                                                                      | [ 86 ] [ 87 ]           |
| 2003       | Legenda: Poselství trůnu 2              | realtimová strategie            | Fenix Team                             |          |                                                                      |                         |
| 2003       | Posel smrti                             | adventura                       | Unknown Identity                       | Ne       |                                                                      |                         |
| 2003       | SAS: Písečný skalp                      | akční                           | Mystery Studio                         |          |                                                                      | [ 88 ]                  |
| 2003       | Sektor XIV se odmlčel                   | akční                           | Tatko                                  | Ano      |                                                                      | [ 89 ]                  |
| 2003       | SimVillage                              | budovatelská strategie          | Mystery Studio                         |          | V témže roce vyšlo pokračování SimVillage II.                        | [ 90 ] [ 91 ] [ 92 ]    |
| 2003       | Tonda Zlaťák                            | adventura                       | ADMASoft                               | Ano      |                                                                      | [ 93 ]                  |
| 2003       | UFO: Aftermath                          | tahová strategie                | ALTAR Interactive                      |          |                                                                      |                         |
| 2003       | Vietcong                                | taktická střílečka              | Pterodon a Illusion Softworks          |          |                                                                      |                         |
| 2003       | Záhada Jablůnkova                       | adventura                       | Crash Team                             | Ano      |                                                                      | [ 94 ]                  |
| 2004       | 2004: Vesmírná Becherovka               | adventura                       | Daniel Scheirich                       | Ano      |                                                                      |                         |
| 2004       | Age of Expansion                        | tahová strategie                |                                        |          |                                                                      |                         |
| 2004       | American Life                           | simulátor obchodu               | Mystery Studio                         |          |                                                                      | [ 95 ] [ 96 ]           |
| 2004       | Becherov                                | závodní                         | inputwish                              |          |                                                                      | [ 97 ] [ 98 ]           |
| 2004       | Berušky 2                               | logická                         | Anakreon                               |          |                                                                      | [ 99 ]                  |
| 2004       | Diktátor                                | tahová strategie                | Mystery Studio                         | Ano      |                                                                      | [ 100 ]                 |
| 2004       | Dr. Bohuš                               | adventura                       | Local Software                         | Ano      |                                                                      | [ 101 ]                 |
| 2004       | Fuckstory 3: Gimpl                      | textová                         | David Havlíček                         | Ano      |                                                                      | [ 102 ]                 |
| 2004       | Gooka: Záhada Janatrisu                 | akční adventura                 | Centauri Production                    |          |                                                                      | [ 103 ] [ 104 ]         |
| 2004       | Chmatákov Online                        | MMORPG                          |                                        |          |                                                                      |                         |
| 2004       | Chmelnica                               | adventura                       | Marion Software                        | Ano      |                                                                      | [ 105 ]                 |
| 2004       | Jets'n'Guns                             | shoot ’em up                    | Rake in Grass                          |          |                                                                      |                         |
| 2004       | Karlův příběh                           | adventura                       | FireHead                               | Ano      |                                                                      | [ 106 ]                 |
| 2004       | Karlův příběh: O den poté               | adventura                       | FireHead                               | Ano      |                                                                      | [ 107 ]                 |
| 2004       | Kylko Tales                             | hra na hrdiny                   | Rebel                                  |          |                                                                      |                         |
| 2004       | Mrtvá duše                              | adventura                       | Ondřej Zach                            | Ano      |                                                                      | [ 108 ]                 |
| 2004       | Mrtvé město                             | adventura                       | NiHiLiS                                | Ano      |                                                                      | [ 109 ] [ 110 ]         |
| 2004       | Plane Arcade                            | letecký simulátor               | 3D Games                               |          |                                                                      | [ 111 ] [ 112 ]         |
| 2004       | Playboy 2003: Poslední Úlet             | textová                         | Nitromsoft                             | Ano      |                                                                      | [ 113 ]                 |
| 2004       | Řež                                     | střílečka z pohledu první osoby | Albisoft                               |          |                                                                      |                         |
| 2004       | Shade: Wrath of Angels                  | akční adventura                 | Black Element Software                 |          |                                                                      |                         |
| 2004       | Točna                                   | adventura                       | Widlak Software                        | Ano      |                                                                      | [ 114 ]                 |
| 2004       | Únos aneb Tajemství hlubin lesa         | Adventura                       | Pekař a Pepajz                         | Ano      |                                                                      | [ 115 ] [ 110 ]         |
| 2004       | Wings of War                            | bojový letecký simulátor        | Silver Wish Games                      |          |                                                                      |                         |
| 2004       | World War 1990                          | adventura                       | A-Studio                               | Ano      |                                                                      | [ 116 ]                 |
| 2005       | Bloodline                               | survival horor                  | Zima Software                          |          |                                                                      |                         |
| 2005       | Bomba, Bechere!                         | akční                           | BDS Games                              |          |                                                                      | [ 117 ] [ 118 ]         |
| 2005       | Bonez Adventures: Fulaova hrobka        | akční adventura                 | Bone Artz                              |          |                                                                      | [ 119 ] [ 120 ]         |
| 2005       | Cardhalia                               | dungeon                         | Calimero Industries                    | Ano      |                                                                      | [ 121 ] [ 122 ]         |
| 2005       | Circus Grande                           | simulátor obchodu               | Silver Wish Games a Illusion Softworks |          |                                                                      | [ 123 ] [ 124 ]         |
| 2005       | Cold War                                | stealth                         | Mindware Studios                       |          |                                                                      |                         |
| 2005       | Daemonica                               | akční adventura                 | RA Images a Cinemax                    | Ne       |                                                                      |                         |
| 2005       | Dostihy 3000 Deluxe                     | tahová strategie                | Nextcorp Software                      |          |                                                                      | [ 125 ] [ 126 ]         |
| 2005       | Chameleon                               | stealth střílečka               | Illusion Softworks                     |          |                                                                      |                         |
| 2005       | Little World                            | adventura                       | Sosáci                                 | Ano      |                                                                      | [ 127 ]                 |
| 2005       | Nibiru: Posel Bohů                      | adventura                       | Future Games                           |          |                                                                      | [ 128 ] [ 129 ]         |
| 2005       | Pět kouzelných amuletů                  | adventura                       | Off Studio                             | Ano      |                                                                      | [ 130 ] [ 131 ]         |
| 2005       | Polda 5                                 | adventura                       | Zima Software                          | Ne       |                                                                      |                         |
| 2005       | Samorost 2                              | adventura                       | Amanita Design                         | Ne       |                                                                      |                         |
| 2005       | Starship Trooper                        | akční                           | Cyber Games                            |          |                                                                      |                         |
| 2005       | Trójská válka                           | realtimová strategie            |                                        |          |                                                                      | [ 132 ] [ 133 ]         |
| 2005       | UFO: Aftershock                         | tahová strategie                | ALTAR Games                            |          |                                                                      | [ 134 ] [ 135 ]         |
| 2005       | Vietcong 2                              | taktická střílečka              | Pterodon a Illusion Softworks          |          |                                                                      |                         |
| 2005       | The World of Magic                      | hra na hrdiny                   | Element Software                       |          |                                                                      | [ 136 ] [ 137 ]         |
| 2005       | Žhavé léto 3 ½                          | akční adventura                 | Centauri Production a Cinemax          | Ano      |                                                                      | [ 138 ] [ 139 ]         |
| 2006       | Arma: Armed Assault                     | taktická střílečka              | Bohemia Interactive                    |          |                                                                      |                         |
| 2006       | Bechon                                  | akční                           |                                        |          |                                                                      | [ 140 ] [ 141 ]         |
| 2006       | Brána do budoucnosti                    | adventura                       | TjestStudio                            | Ano      |                                                                      | [ 142 ] [ 143 ]         |
| 2006       | BugAbOO                                 | akční                           | Sosáci                                 |          |                                                                      |                         |
| 2006       | El Matador                              | third-person shooter            | Plastic Reality Technologies           |          |                                                                      | [ 144 ] [ 145 ]         |
| 2006       | Faux Pa                                 | logická                         | One Eyed Child                         |          |                                                                      |                         |
| 2006       | GhettOut                                | simulátor života                | TADY A TEĎ                             | Ano      |                                                                      |                         |
| 2006       | Gumboy: Crazy Adventures                | logická plošinovka              | Cinemax                                |          |                                                                      |                         |
| 2006       | Loco Mania                              | logická strategie               | 7FX                                    |          |                                                                      | [ 146 ] [ 147 ]         |
| 2006       | Okulděje III                            | adventura                       | Ufouni                                 | Ano      |                                                                      | [ 148 ]                 |
| 2006       | Pět vražedných démonů                   | adventura                       | Off Studio                             | Ano      |                                                                      | [ 149 ]                 |
| 2006       | Ro(c)k Podvraťáků                       | akční                           | Centauri Production                    |          |                                                                      | [ 150 ] [ 151 ]         |
| 2006       | Styrateg                                | tahová strategie                | Rake in Grass                          |          |                                                                      | [ 152 ] [ 153 ] [ 154 ] |
| 2006       | Undercroft                              | dungeon                         | Rake in Grass                          |          |                                                                      | [ 155 ] [ 156 ]         |
| 2007       | Adventura v Olomouci                    | adventura                       | iMlok                                  | Ano      |                                                                      | [ 157 ] [ 158 ]         |
| 2007       | Alpha Prime                             | first-person shooter            | Black Element Software                 | Ne       |                                                                      |                         |
| 2007       | Aquadelic GT                            | závodní                         | 3D People a Hammerware                 |          |                                                                      | [ 159 ] [ 160 ]         |
| 2007       | Becherovka Combat Simulator             | válečný simulátor               | Jan Žižka                              | Ano      |                                                                      | [ 161 ]                 |
| 2007       | Bermen                                  | adventura                       | Island Software                        | Ano      |                                                                      | [ 162 ]                 |
| 2007       | Broken Hearts                           | hra na hrdiny                   | Rebel                                  |          |                                                                      |                         |
| 2007       | Comics Quest                            | adventura                       | Ninjer                                 | Ano      |                                                                      | [ 163 ] [ 164 ]         |
| 2007       | Deer Drive                              | simulátor                       | SCS Software                           |          |                                                                      | [ 165 ] [ 166 ]         |
| 2007       | Fish Fillets II                         | logická                         | Altar Games                            |          |                                                                      |                         |
| 2007       | Ghost in the Sheet                      | adventura                       | Cardboard Box Entertainment            | Ne       |                                                                      |                         |
| 2007       | Hunting Unlimited 2008                  | simulátor                       | SCS Software                           |          |                                                                      | [ 167 ] [ 168 ]         |
| 2007       | Knights of Dillaria                     | hra na hrdiny                   | CS Software                            |          |                                                                      | [ 169 ] [ 170 ]         |
| 2007       | Královna Jezer                          | akční adventura                 | Sudokop                                | Ano      |                                                                      | [ 171 ] [ 172 ]         |
| 2007       | Mutant                                  | akční                           | Napoleon Games                         |          |                                                                      | [ 173 ]                 |
| 2007       | Painkiller: Overdose                    | střílečka z pohledu první osoby | Mindware Studios                       |          |                                                                      |                         |
| 2007       | Půl Kila Mletýho                        | plošinovka                      | One eyed child                         |          |                                                                      |                         |
| 2007       | Reprobates                              | adventura                       | Future Games                           | Ne       |                                                                      | [ 174 ] [ 175 ]         |
| 2007       | Sektor XIV se odmlčel 3D                | first-person shooter            | Tatko                                  | Ano      |                                                                      | [ 176 ] [ 177 ]         |
| 2007       | State of War 2: Arcon                   | realtimová strategie            | Cypron Studios, Cinemax                |          |                                                                      | [ 178 ] [ 179 ]         |
| 2007       | UFO: Afterlight                         | tahová strategie                | ALTAR Games                            |          |                                                                      |                         |
| 2007       | UFO: Extraterrestrials                  | tahová strategie                | Chaos Concept                          |          |                                                                      | [ 180 ] [ 181 ]         |
| 2007       | Vulgar War                              | akční                           | DaT Software                           |          |                                                                      | [ 182 ] [ 183 ]         |
| 2007       | Wizard of Egypt                         | adventura                       | BDS Games                              | Ano      |                                                                      | [ 184 ]                 |
| 2008       | Euro Truck Simulator                    | dopravní simulátor              | SCS Software                           |          |                                                                      |                         |
| 2008       | Fantastické poklady Pacifiku            | logická                         | One eyed child                         |          |                                                                      | [ 185 ] [ 186 ]         |
| 2008       | FPScore                                 | first-person shooter            | Adam Konrád a Otakar Pěnkava           |          |                                                                      |                         |
| 2008       | Hunting Unlimited 2009                  | simulátor                       | SCS Software                           |          |                                                                      | [ 187 ] [ 188 ]         |
| 2008       | Larva Mortus                            | shoot ’em up                    | Rake in Grass                          |          |                                                                      |                         |
| 2008       | Memento Mori                            | adventura                       | Centauri Production                    | Ne       |                                                                      |                         |
| 2008       | MotorM4X                                | závodní                         | The Easy Company                       |          |                                                                      |                         |
| 2008       | Questionaut                             | vzdělávací adventura            | Amanita Design                         | Ano      |                                                                      | [ 189 ]                 |
| 2008       | Ranní show Evropy 2                     | adventura                       | Handjoy                                | Ano      |                                                                      | [ 190 ]                 |
| 2008       | Riokii                                  | plošinovka                      | Much0j                                 |          |                                                                      |                         |
| 2008       | Tale of a Hero                          | adventura                       | Future Games                           |          |                                                                      | [ 191 ] [ 192 ]         |
| 2009       | AlieNs GardenFurys                      | karetní                         | Darkmoon Soft                          |          |                                                                      | [ 193 ] [ 194 ] [ 195 ] |
| 2009       | Archibald's Adventures                  | akční logická hra               | Rake in Grass                          |          |                                                                      | [ 196 ] [ 197 ]         |
| 2009       | Arma 2                                  | taktická střílečka              | Bohemia Interactive                    |          |                                                                      |                         |
| 2009       | Axel & Pixel                            | adventura                       | Silver Wish Games                      | Ne       |                                                                      |                         |
| 2009       | Be a King                               | realtimová strategie            | 300AD                                  |          | Má pokračování Be a King II z roku 2010.                             | [ 198 ] [ 199 ]         |
| 2009       | Blimp: The Flying Adventures            | akční                           | Craneballs Studios a Grip Games        |          |                                                                      |                         |
| 2009       | Čtyři krávy                             | logická plošinovka              |                                        |          |                                                                      |                         |
| 2009       | Dreamkiller                             | first-person shooter            | Mindware Studios                       |          |                                                                      | [ 200 ] [ 201 ]         |
| 2009       | Forbidden Saga                          | hra na hrdiny                   | Rebel                                  |          |                                                                      |                         |
| 2009       | Genetická zahrada                       | akční                           | Petr Kuba                              |          |                                                                      |                         |
| 2009       | Inquisitor                              | hra na hrdiny                   | Cinemax                                |          |                                                                      | [ 202 ]                 |
| 2009       | Kingdom Defender                        | tower defense                   | Darkmoon Soft                          |          |                                                                      | [ 203 ] [ 204 ]         |
| 2009       | Knights of Dillaria: Twin Worlds        | hra na hrdiny                   | CS Software                            |          |                                                                      | [ 205 ] [ 206 ]         |
| 2009       | Legie                                   | akční adventura                 | Sudokop                                | Ano      |                                                                      |                         |
| 2009       | LostFellas                              | adventura                       | Jakub Dvořák                           | Ano      |                                                                      |                         |
| 2009       | Machinarium                             | adventura                       | Amanita Design                         | Ne       |                                                                      |                         |
| 2009       | The Mirror Mysteries                    | adventura                       | The Easy Company                       | Ne       |                                                                      | [ 207 ]                 |
| 2009       | Numen: Contest of Heroes                | akční hra na hrdiny             | Cinemax                                |          |                                                                      |                         |
| 2009       | Pat a Mat 1                             | advetura                        | Centauri Production                    | Ne       |                                                                      | [ 208 ]                 |
| 2009       | Project Ignis                           | akční                           | Divine Games                           |          |                                                                      | [ 209 ] [ 210 ]         |
| 2009       | Půl Kila Mletýho                        | střílečka                       | Centauri Production                    |          |                                                                      |                         |
| 2009       | Samurai: Way of the Warrior             | hack and slash                  | Madfinger Games                        |          |                                                                      | [ 211 ] [ 212 ]         |
| 2009       | Totemo                                  | logická                         | Hexage                                 |          |                                                                      | [ 213 ] [ 214 ]         |
| 2009       | Warped Times                            | plošinovka                      | Lightning Soft                         | Ano      | Vznikly další dva díly.                                              |                         |

### 2010–2019
| Rok vydání | Název                          | Žánr                            | Vývojář                            | Freeware | Poznámky                                   | Zdroje          |
| ---------- | ------------------------------ | ------------------------------- | ---------------------------------- | -------- | ------------------------------------------ | --------------- |
| 2010       | Alter Ego                      | adventura                       | Future Games                       | Ne       |                                            | [ 215 ] [ 216 ] |
| 2010       | Alternativa                    | adventura                       | Centauri Production                | Ne       |                                            |                 |
| 2010       | Everlands                      | logická                         | Hexage                             |          |                                            | [ 217 ] [ 218 ] |
| 2010       | German Truck Simulator         | dopravní simulátor              | SCS Software                       |          |                                            |                 |
| 2010       | Faith and Destiny              | hra na hrdiny                   | Glorin                             |          |                                            |                 |
| 2010       | PacIn: Nermessova pomsta       | akční                           | FiolaSoft Studio                   |          |                                            |                 |
| 2010       | Pán Hradu                      | strategie                       |                                    |          |                                            |                 |
| 2010       | Mafia II                       | akční                           | 2K Czech                           | Ne       |                                            |                 |
| 2010       | Maido Mánie                    | vizuální román                  | Painappuru Projekt                 | Ano      | Hra vznikla pro soutěž na Animefestu 2010. |                 |
| 2010       | Samurai II: Vengeance          | hack and slash                  | Madfinger Games                    |          |                                            |                 |
| 2010       | Stromoví lidé                  | dobrodružná plošinovka          | Perdol Games                       |          |                                            | [ 219 ] [ 220 ] |
| 2011       | Doodle Dorks                   | logická                         | Dream Mill                         |          |                                            | [ 221 ] [ 222 ] |
| 2011       | Draco: Princess threatened     | akční                           | Velda                              |          |                                            | [ 223 ] [ 224 ] |
| 2011       | Family Farm                    | simulátor                       | Hammerware                         |          |                                            |                 |
| 2011       | Gyro13                         | akční                           | Cinemax                            |          |                                            | [ 225 ] [ 226 ] |
| 2011       | Infinitum                      | strategie                       | Allodium                           |          |                                            |                 |
| 2011       | Klášter na kraji lesa          | adventura                       | Error Games                        | Ano      |                                            | [ 227 ]         |
| 2011       | Kulivočko                      | adventura                       | Fat Funky                          | Ano      |                                            |                 |
| 2011       | One Epic Game                  | akční                           | Grip Games                         |          |                                            |                 |
| 2011       | Osada                          | hudební                         | Václav Blín                        |          |                                            |                 |
| 2011       | Shadowgun                      | střílečka z pohledu třetí osoby | Madfinger Games                    |          |                                            |                 |
| 2011       | Take On Helicopters            | letecký simulátor               | Bohemia Interactive                |          |                                            |                 |
| 2011       | Trucks & Trailers              | dopravní simulátor              | SCS Software                       |          |                                            |                 |
| 2011       | Zaklínač a Antikrist           | akční hra na hrdiny             | Hammerlock Studio                  | Ano      |                                            |                 |
| 2012       | Asistent detektiva Zbyška      | vizuální román                  | Please Wait                        | Ano      |                                            |                 |
| 2012       | Botanicula                     | adventura                       | Amanita Design                     | Ne       |                                            |                 |
| 2012       | Carrier Command: Gaea Mission  | akční strategie                 | Bohemia Interactive Studio         | Ne       |                                            |                 |
| 2012       | Coral City                     | budovatelská strategie          | Lonely Sock                        |          |                                            | [ 228 ] [ 229 ] |
| 2012       | Crimson Memories               | hra na hrdiny                   | Rebel                              |          | Má volné pokračování Crimson Memories 2.   |                 |
| 2012       | Dead Trigger                   | akční                           |                                    |          |                                            |                 |
| 2012       | Euro Truck Simulator 2         | dopravní simulátor              | SCS Software                       |          |                                            |                 |
| 2012       | Foosball 2012                  | sportovní simulátor             | Hardwire, Grip Digital a 3DIVISION |          |                                            | [ 230 ] [ 231 ] |
| 2012       | J.U.L.I.A.                     | logická adventura               | CBE Software                       | Ne       |                                            |                 |
| 2012       | Memento Mori 2                 | adventura                       | Centauri Production                | Ne       |                                            | [ 232 ] [ 233 ] |
| 2012       | Miner Wars 2081                | vesmírný simulátor              | Keen Software House                |          |                                            |                 |
| 2012       | Miner Wars Arena               | akční                           | Keen Software House                |          |                                            | [ 234 ]         |
| 2012       | Radiant Defense                | tower defense                   | Hexage                             |          |                                            | [ 235 ] [ 236 ] |
| 2012       | Scania Truck Driving Simulator | dopravní simulátor              | SCS Software                       |          |                                            |                 |
| 2012       | Silent Hill: Downpour          | survival horor                  | Vatra Games                        |          |                                            |                 |
| 2012       | ShotDot                        | akční                           | Dead Crow Games                    |          |                                            | [ 237 ] [ 238 ] |
| 2012       | Vampires!                      | logická                         | CBE Software                       |          |                                            | [ 239 ] [ 240 ] |
| 2013       | 247 Missiles                   | střílečka                       | Cinemax                            |          |                                            | [ 241 ] [ 242 ] |
| 2013       | Arma 3                         | taktická střílečka              | Bohemia Interactive                |          |                                            |                 |
| 2013       | Arma Tactics                   | tahová strategie                | Bohemia Interactive                |          |                                            | [ 243 ]         |
| 2013       | Atomic Ninjas                  | akční                           | Grip Games                         |          |                                            | [ 244 ]         |
| 2013       | Cubesis                        | budovatelská strategie          | Wonderful Tree Studio              |          |                                            | [ 245 ] [ 246 ] |
| 2013       | Dark Lands                     | plošinovka                      | Mingle Games                       |          |                                            | [ 247 ] [ 248 ] |
| 2013       | Dead Effect                    | first-person shooter            | BadFly Interactive                 |          |                                            | [ 249 ]         |
| 2013       | Dead Trigger 2                 | bojová                          |                                    |          |                                            |                 |
| 2013       | Expanze                        | tahová strategie                | Resurrection Team                  |          |                                            | [ 250 ]         |
| 2013       | Hero of Many                   | akční adventura                 | Trickster Arts                     | Ne       |                                            |                 |
| 2013       | Mimpi                          | adventura                       | Silicon Jelly                      | Ne       |                                            |                 |
| 2014       | J.U.L.I.A.: Among the Stars    | logická adventura               | CBE Software                       | Ne       |                                            |                 |
| 2014       | Northmark: Hour of the Wolf    | karetní hra na hrdiny           | Rake in Grass                      |          |                                            |                 |
| 2014       | Polda 6                        | adventura                       | Zima Software                      |          |                                            |                 |
| 2014       | Soccerinho                     | sportovní                       | Digital Life Productions           | Ne       |                                            |                 |
| 2014       | Welcome to Ataria              | akční                           | Peord Games                        | Ano      |                                            |                 |
| 2015       | Blackhole                      | logická plošinovka              | FiolaSoft Studio                   | Ne       |                                            |                 |
| 2015       | Dex                            | akční hra na hrdiny             | dreadlocks                         |          |                                            |                 |
| 2015       | Quadrax X                      | logická                         | Alfaline                           |          |                                            | [ 251 ] [ 252 ] |
| 2015       | Ski Park Tycoon                | simulátor                       | Jan Žižka                          |          |                                            | [ 253 ] [ 254 ] |
| 2016       | American Truck Simulator       | dopravní simulátor              | SCS Software                       |          |                                            |                 |
| 2016       | Brány Skeldalu: 7 mágů         | hra na hrdiny                   | Napoleon Games                     | Ne       |                                            | [ 255 ]         |
| 2016       | Samorost 3                     | adventura                       | Amanita Design                     | Ne       |                                            |                 |
| 2016       | Factorio                       | strategie                       | Wube Software                      |          |                                            |                 |
| 2017       | WarFriends                     | střílečka z pohledu třetí osoby | About Fun                          |          |                                            | [ 256 ]         |
| 2017       | Ghostory                       | logická plošinovka              | RigidCore Games                    |          |                                            | [ 257 ]         |
| 2018       | DayZ                           | akční hra o přežití             | Bohemia Interactive                |          |                                            |                 |
| 2018       | Chuchel                        | grafická adventura              | Amanita Design                     |          |                                            |                 |
| 2018       | Kingdom Come: Deliverance      | akční hra na hrdiny             | Warhorse Studios                   |          |                                            |                 |
| 2018       | Tetrun                         | plošinovka                      | Cableek Games                      |          |                                            | [ 258 ]         |
| 2019       | Space Engineers                | vesmírný simulátor              | Keen Software House                |          |                                            |                 |
| 2019       | Beat Saber                     | hudební, VR                     | Beat Games                         |          |                                            |                 |

### 2020–dosud
| Rok vydání | Název                        | Žánr                 | Vývojář          | Vydavatel        | Poznámky                                 | Zdroje          |
| ---------- | ---------------------------- | -------------------- | ---------------- | ---------------- | ---------------------------------------- | --------------- |
| 2022       | Polda 7                      | adventura            | Zima Software    | Zima Software    |                                          |                 |
| 2022       | Outspace Game                | strategie            | Martin Sadílek   | Martin Sadílek   |                                          |                 |
| 2023       | HROT                         | first-person shooter | Spytihněv        | Spytihněv        | Původně v předběžném přístupu od 2021    | [ 259 ]         |
| 2024       | Rail Route                   | logická              | Bitrich.info     | Bitrich.info     |                                          |                 |
| 2024       | TopSpin 2K25                 | sportovní            | Hangar 13        | 2K               |                                          |                 |
| 2024       | Vesmír nezná volných         | textová              | DSI Softworks    | Walker & Volf    |                                          | [ 260 ]         |
| 2025       | Kingdom Come: Deliverance II | akční hra na hrdiny  | Warhorse Studios | Deep Silver      |                                          |                 |
| 2025       | Matcho                       | first-person shooter | FiolaSoft Studio | FiolaSoft Studio |                                          |                 |
| 2025       | Rocket Boots Mania           | plošinovka           | Contra Concept   | Contra Concept   | Původně vyvíjeno pod názvem Ricky Runner | [ 261 ]         |
| 2025       | Tribe Nation                 | realtimová strategie | Random Worlds    | Random Worlds    |                                          | [ 262 ] [ 263 ] |

Další hry vydané v roce 2024
- Blockstar VR[264][265]
- Flying Tank[266][267]
- Gods Against Machines[268][269]
- The Happies: Amber Falcon
- Kubikon 3D[270][271]
- Kvark[272][273]
- Master Leaf Blower[274][275]
- Mourning Tide[276][277]
- Movies Tycoon[278][279]
- Omnibullet[280][281]
- Panelak[282][283]
- Playing Kafka[284][285]
- Rats in a Cage[286][287]
- Shrot
- Solar Storm
- Velvet 89

## Seznam předběžně uvedených titulů
- Last Holiday
- Novus Inceptio (bojová)
- Silica
- Volcanoids[288]

## Seznam zrušených titulů
- B.A.D. (adventura)[289]
- Broken Hearts 2[290]
- Enemy in Sight[291][292]
- Hi-Tech
- Moscow Rhapsody (projekt v účetní hodnotě 129 milionů korun byl definitivně zastaven v roce 2009)[293][294]
- Revenge[295]
- Voodoo Nights[296][297]